# François Marie Suzanne

François Marie Suzanne, nacido en el año 1750 y fallecido hacia 1802, fue un escultor francés.

## Datos biográficos
Alumno de Jean-Baptiste d'Huez en la Academia real de pintura y de escultura, fue segundo Premio de Roma de escultura en 1775 con la obra titulada "Numa Pompilio elegido rey de los romanos" (del francés:  Numa Pompilius élu roi des romains') y primer premio (en réserve) en 1777 por "Escévola frente a Porsena" (del francés:  Scævola devant Porsenna').
En 1778 se trasladó a Roma, donde permanenció pensionado por la Academia de Francia.
Del 22 de julio al 20 de agosto de 1779  acompañó al pintor Jacques-Louis David durante el viaje en el que visitaron Nápoles , Pompeya y Herculano. Suzzanne fue inducido a viajar por Joseph Vien , director de la academia en Roma, que temía por la estabilidad mental del pintor. Algunas fuentes incluían al escultor Antoine Chrysostome Quatremère de Quincy como uno de los acompañantes de David, extremo rechazado por Suzzanne antes de su muerte, ocurrida  hacia el año 1802.

## Obras
Entre sus obras encontramos además:
- una estatuilla que representa a   Jean-Jacques Rousseau,  bronce[5] (imagen (enlace roto disponible en Internet Archive; véase el historial, la primera versión y la última).)
- una terracota titulada "Bacanal" (del francés:  Bacchanale') (1776)
- otra terracota retratando a  Benjamin Franklin (1793)[6]

conservada en el Museo Nacional de la Cooperación Franco-Americana de Blérancourt
- una estatuilla en biscuit de las porcelanas de Sevres, titulada  La Lavandera (del francés: la Blanchisseuse)[7]

conservada en depósito del museo castillo de Dieppe
- otras terracotas originales del escultor se conservan en el Museo Metropolitano de Arte de Nueva York y en la Walters Art Museum de Baltimore.[8]